# Andrew Wilson
Andrew Cunningham Wilson, född 22 augusti 1964 i Dallas i Texas, är en amerikansk skådespelare. Andrew Wilson är äldre bror till skådespelarna Owen Wilson och Luke Wilson.

## Filmografi, i urval
- 1996 – Bottle Rocket
- 1999 – Never Been Kissed
- 2000 – Charlies änglar
- 2001 – Zoolander
- 2001 – Royal Tenenbaums
- 2002 – Showtime
- 2003 – Charlies änglar - Utan hämningar
- 2004 – The Big Bounce
- 2005 – Fever Pitch
- 2009 – Whip It